# The Daily Mash
The Daily Mash est un site web satirique britannique créé en 2007, qui commente l'actualité sur un ton parodique. Il est parfois comparé au The Onion américain.

## Histoire
The Daily Mash est lancé en avril 2007 par les journalistes Paul Stokes et Neil Rafferty. Auparavant, le premier a été rédacteur en chef de The Scotsman et a écrit pour Scotland on Sunday ainsi que Daily Record, tandis que le second a été correspondant politique au Sunday Times et a travaillé pour Press Association et Business AM. Les deux hommes s'inspirent du magazine satirique et parodique américain The Onion, dont ils veulent créer un équivalent britannique, et plus particulièrement écossais,. En effet, Paul Stokes et Neil Rafferty ont tous deux travaillé auparavant pour la presse écossaise ; The Daily Mash se réfère ainsi parfois particulièrement à l'Écosse et à sa culture.
Les deux créateurs du site sont rémunérés grâce à celui-ci ; ils dirigent également une équipe de pigistes. Les revenus publicitaires permettent à l'entreprise d'être rentable, les annonceurs pouvant toucher un public d'employés de bureau parfois procrastinateurs (The Times a ainsi rapporté que des salariés de Citi ont protesté lorsque leur entreprise leur a interdit l'accès au Daily Mash).

## Accueil et lectorat
Selon une étude, rapportée par The Independant, le lectorat du site web se compose en grande majorité de diplômés du supérieur, qui ont pour habitude de lire The Independent, The Guardian ou The Times. 65 % des lecteurs ont des revenus annuels supérieurs à 30 000 livres et 22 %, supérieurs à 80 000 livres.
The Daily Mash propose une couverture parodique de l'actualité, notamment politique, et est, par son audience (350 000 visiteurs uniques en juillet 2008), le premier site web satirique d'information du Royaume-Uni. L'humour du site a été décrit par la presse traditionnelle comme « cruel », « scatologique », « absurde » et « irrévérencieux »,. Le site est souvent comparé de façon méliorative à The Onion, mais plusieurs critiques soulignent néanmoins une inventivité linguistique et satirique moindre que dans d'autres publications satiriques,,.